# 7596 Yumi
7596 Yumi eller 1993 GH är en asteroid i huvudbältet som upptäcktes den 10 april 1993 av de båda japanska astronomerna Kazuro Watanabe och Kin Endate vid Kitami-observatoriet. Den är uppkallad efter det japanske astronomen Shigeru Yumi.
Asteroiden har en diameter på ungefär 13 kilometer och den tillhör asteroidgruppen Eos.